# Nils Hansson (militär)
Nils Olof Hansson, född 9 juli 1916 i Ronneby, död 28 augusti 1978 i Hjo, var en svensk officer i Flygvapnet.

## Biografi
Hansson blev fänrik i Flygvapnet 1938. Han befordrades till löjtnant i Flygvapnet 1940, till kapten 1945, till major 1951, till överstelöjtnant 1954 och till överste 1960.
Hansson inledde sin militära karriär i Flygvapnet 1935. År 1938 avlade han officersexamen och tjänstgjorde 1938–1943 vid Jämtlands flygflottilj. Åren 1944–1951 tjänstgjorde han på Organisationsavdelningen (fredsorganisationen) vid Flygstaben. Åren 1945–1947 var han expert i 1945 års försvarskommitté. Åren 1947–1948 tjänstgjorde han som expert vid försvarsdepartementet. År 1948 var han till förfogande för Statsutskottet. Åren 1948–1949 genomgick han stabskursen, och 1949 var han lärare vid Flygkrigshögskolan. År Åren 1949–1950 var han expert vid 1949 års försvarsutredning. Åren 1951–1952 tjänstgjorde han återigen vid Flygkrigshögskolan. Åren 1951–1954 var han chef för Flyg- och luftförsvarsavdelningen vid Försvarsstaben. Åren 1951 och 1956 genomfördes han studieresor till Storbritannien. Åren 1954–1955 tjänstgjorde han vid Östgöta flygflottilj. Åren 1955–1956 var han expert vid 1955 års försvarsutredning. År 1956 tjänstgjorde han på Organisationsavdelningen vid Flygstaben. Åren 1956–1957 var han expert vid Storflygplatsberedningen. Åren 1956–1959 var han chef för Organisationsavdelningen vid Flygstaben. Åren 1960–1971 var han flottiljchef för Västgöta flygflottilj. Hansson lämnade Flygvapnet 1976.
Hansson gifte sig 1939 med Gunvor Levin (1916–1993); tillsammans fick de två barn. Makarna Hansson är begravna på Östra begravningsplatsen i Östersund.

## Utmärkelser
- Riddare av Svärdsorden, 1951.[2]
- Kommendör av Svärdsorden, 6 juni 1964.[3]
- Kommendör av första klassen av Svärdsorden, 6 juni 1967.[4]